# Jan Podlodowski (kanonik)
Jan Podlodowski (ur. ok. 1460, zm. 12 kwietnia 1510) – polski duchowny rzymskokatolicki, kanonik krakowski i gnieźnieński, sekretarz króla Zygmunta I Starego.
Był synem Jana Podlodowskiego z Przytyka herbu Janina, kasztelana żarnowskiego i radomskiego. Jego matką była Urszula z Chlewickich. Miał braci Zbigniewa i Hieronima (dziadka Doroty). Studiował w Krakowie. Był proboszczem parafii Błotnica, Iłża oraz Gostyczyna, w 1486 r. został kanonikiem krakowskim, w 1507 r. scholastykiem sandomierskim, a w 1510 r. kanonikiem gnieźnieńskim (instalowany do kapituły gnieźnieńskiej został 17 stycznia 1510 r., mimo że już w 1497 r. w przywilejach kardynała Fryderyka Jagiellończyka był wymieniany zarówno jako kanonik krakowski, jak i gnieźnieński; mógł więc w 1510 r. objąć drugą kanonię). W 1486 r. został poborcą sandomierskim. W latach 90. XV w. został pisarzem królewskim. W 1497 r., wraz z biskupem Krzesławem Kurozwęckim, był wysłannikiem króla Jana I Olbrachta do hospodara mołdawskiego Stefana III.
Od 1502 r. był tenutariuszem (regensem) Raciborowic, a w latach 1505–1510 dóbr pabianickich, gdzie w 1508 r., w Pabianicach, wzniósł łanię. W uznaniu jego zasług, król Zygmunt I Stary, którego Jan był sekretarzem w latach 1507–1510, nadał Krakowskiej Kapitule Katedralnej prawo pobierania mostowego na rzece Ner w Rzgowie.
Po ojcu, wspólnie z bratem Hieronimem, odziedziczył Suków, Sukowską Wolę, Ostrów (Zameczek) oraz połowę Przytyka. Po śmierci matki otrzymał także Borowy Młyn pod Przytykiem. Natomiast w 1497 r. zrezygnował, wraz z krewnymi, z pretensji do dóbr przejętych przez swojego ojca, kasztelana Jana Podlodowskiego, od rodu Ślizów – wsi lub ich części: Policzna, Gródek, Sławczyn, Czarnolas, Piastów, Wsola, w zamian za zwrot pożyczki zabezpieczonej na tych dobrach i rekompensatę.